# Donavon Frankenreiter (album)
Donavon Frankenreiter (album) è il primo album di Donavon Frankenreiter, pubblicato nel 2004 dalla Brushfire Records di Jack Johnson.

## Tracce
1. It Don't Matter – 3:06
2. Free (con Jack Johnson) – 2:28
3. On My Mind – 3:07
4. Our Love – 2:28
5. What'cha Know About (con G. Love) – 3:05
6. Butterly – 2:51
7. Bend In The Road – 2:54
8. Day Dreamer – 2:31
9. Make You Mine – 2:52
10. Call Me Papa – 3:45
11. Heading Home – 2:16
12. So Far Away – 3:13
13. Swing On Down – 3:21